# 串本康三
串本 康三（くしもと こうぞう、1862年11月5日（文久2年9月14日） - 1919年（大正8年）1月21日）は、日本の政治家、衆議院議員（4期）。勲等は勲四等。

## 経歴
広島県安芸郡奥海田村（現・海田町）出身。奥海田村会議員、広島市会議員、広島県会議員となる。また、広島汽船、関西皮革各(株)取締役、広島電気軌道(株)監査役を務めた。
1898年（明治31年）の第6回衆議院議員総選挙において広島1区から憲政党公認で立候補して当選した。1902年（明治35年）の第7回衆議院議員総選挙で落選。1903年（明治36年）の第8回衆議院議員総選挙において立憲政友会公認で立候補して復帰した。1904年（明治37年）の第9回衆議院議員総選挙で落選。1908年（明治41年）の第10回衆議院議員総選挙において当選した。しかし、1909年（明治42年）7月5日に当選無効が確定した。1912年（明治45年）の第11回衆議院議員総選挙で返り咲いた。衆議院議員を4期務め、1915年（大正4年）の第12回衆議院議員総選挙で落選。1917年（大正6年）の第13回衆議院議員総選挙でも落選した。1919年に死去した。